# Jaskinia w Dupnej Górze
Jaskinia w Dupnej Górze – jaskinia na północno-wschodnim krańcu Góry Łabajowej. Administracyjnie znajduje się w obrębie wsi Bębło, w gminie Wielka Wieś w powiecie krakowskim, w województwie małopolskim. Pod względem geograficznym jest to obszar Wyżyny Olkuskiej wchodzący w skład Wyżyny Krakowsko-Częstochowskiej.

## Opis obiektu
Od szczytu Góry Łabajowej (zwanej także Dupną Górą) w kierunku Tomaszówek Dolnych opada skalista grzęda. W lesie na jej południowo-wschodniej stronie pod skałkami o kilkumetrowej wysokości jest zagłębienie, w którym znajduje się otwór jaskini o wysokości 1,2 m i kształcie dziurki na klucz. Za nim jest prosty korytarz o długości 7 m i maksymalnej szerokości 1 m. Wysokość korytarza stopniowo zmniejsza się i jest w nim zwężenie, za którym znajduje się jeszcze dwumetrowy odcinek korytarza o końcu zablokowanym przez głazy.
Jest to jaskinia krasowa powstała na pionowej szczelinie w późnojurajskich wapieniach. Na jej ścianach są niewielkie kotły wirowe, naloty mleka wapiennego i nacieki grzybkowe. Namulisko składa się z iłu zmieszanego z wapiennym gruzem. Jaskinia jest widna tylko przy otworze. W zasięgu światła na jej ścianach rosną glony i mszaki, w głębi jest ciemno. Ze zwierząt obserwowano pajęczaki i motyle z gatunku paśnik jaskiniec.
Końcowe 2 metry korytarza za przewężeniem odkryli grotołazi w listopadzie 2009 r. Dokumentację i opis jaskini sporządził A. Górny w 2009 r.

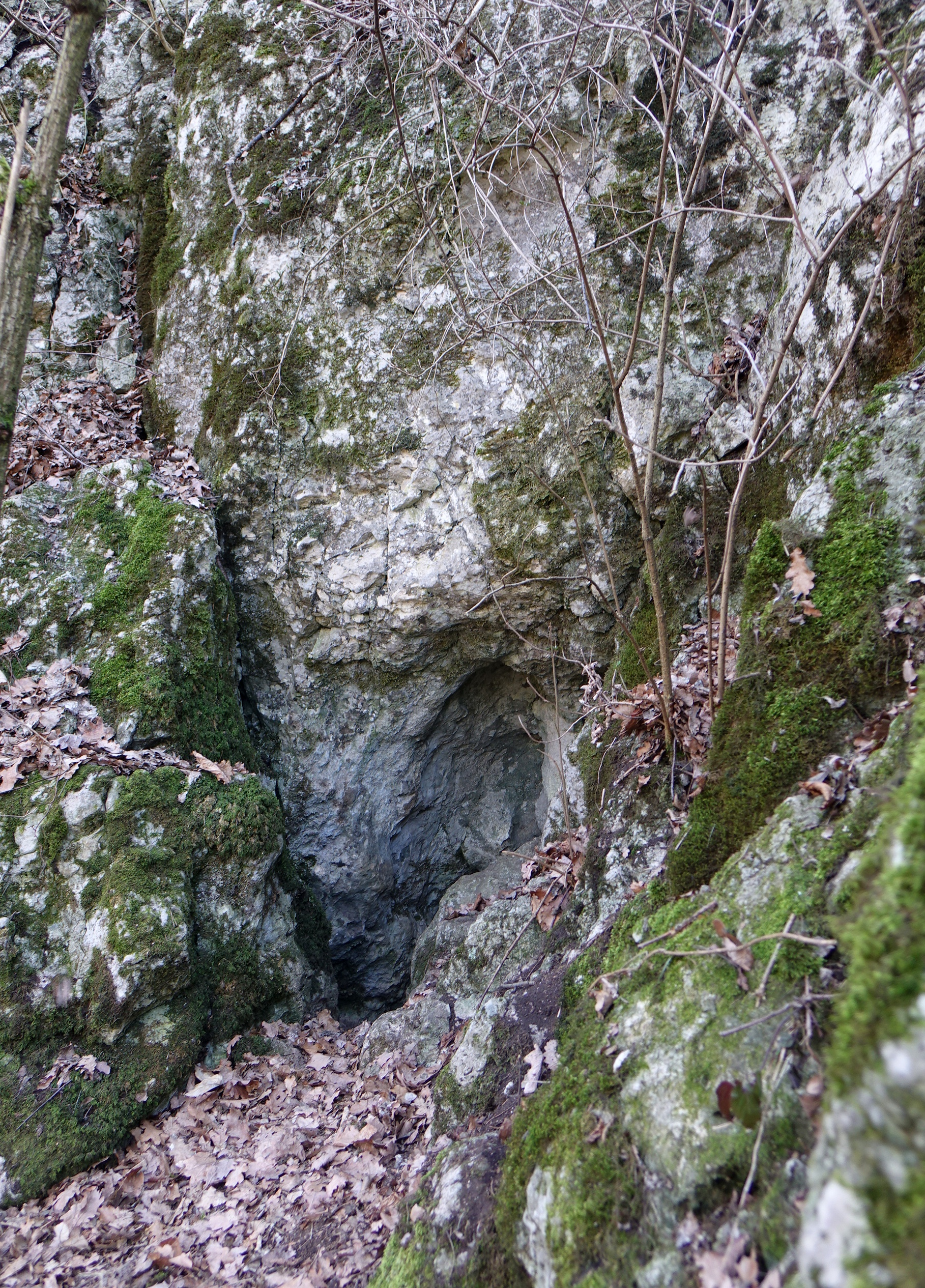
Skały z otworem jaskini
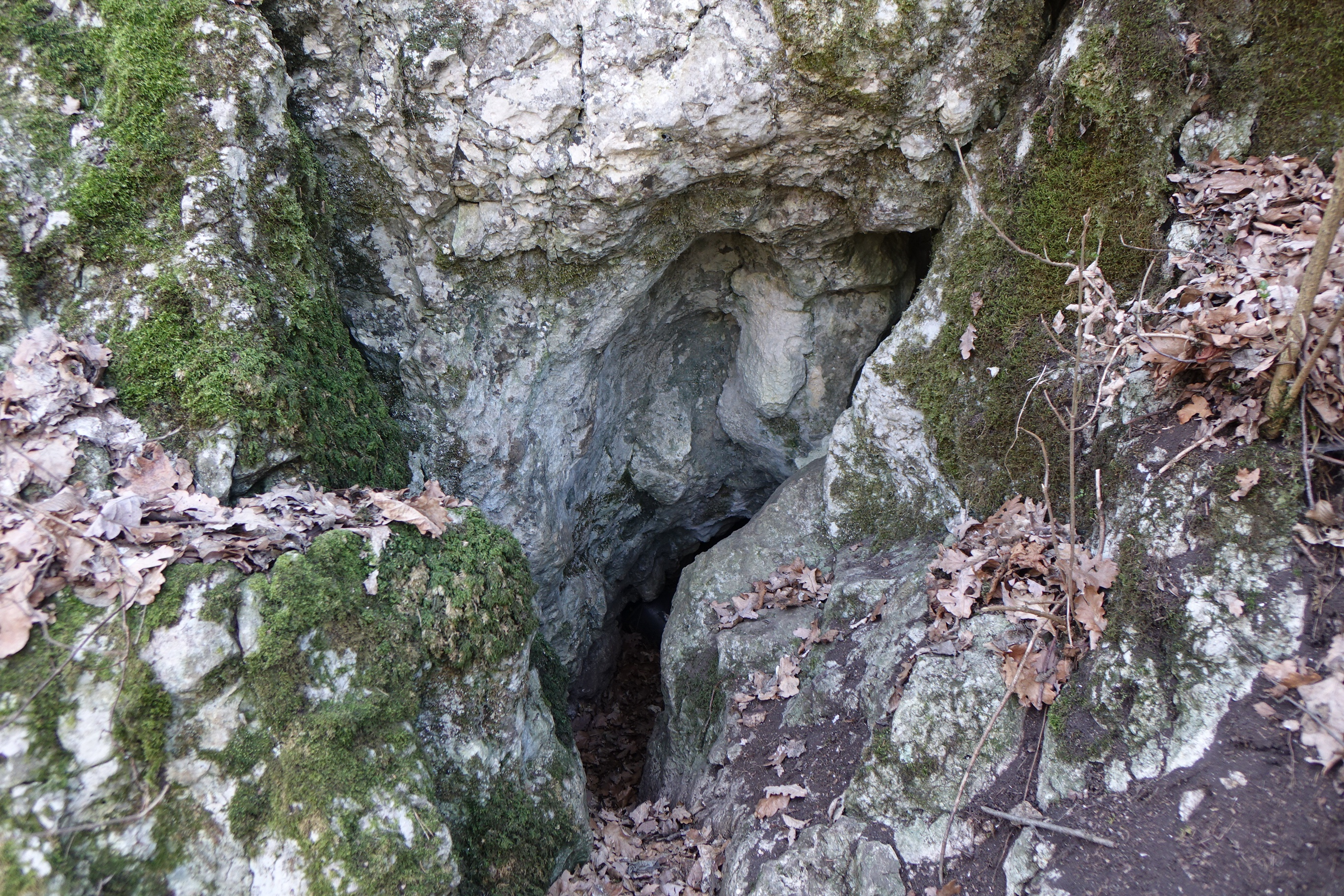
Otwór
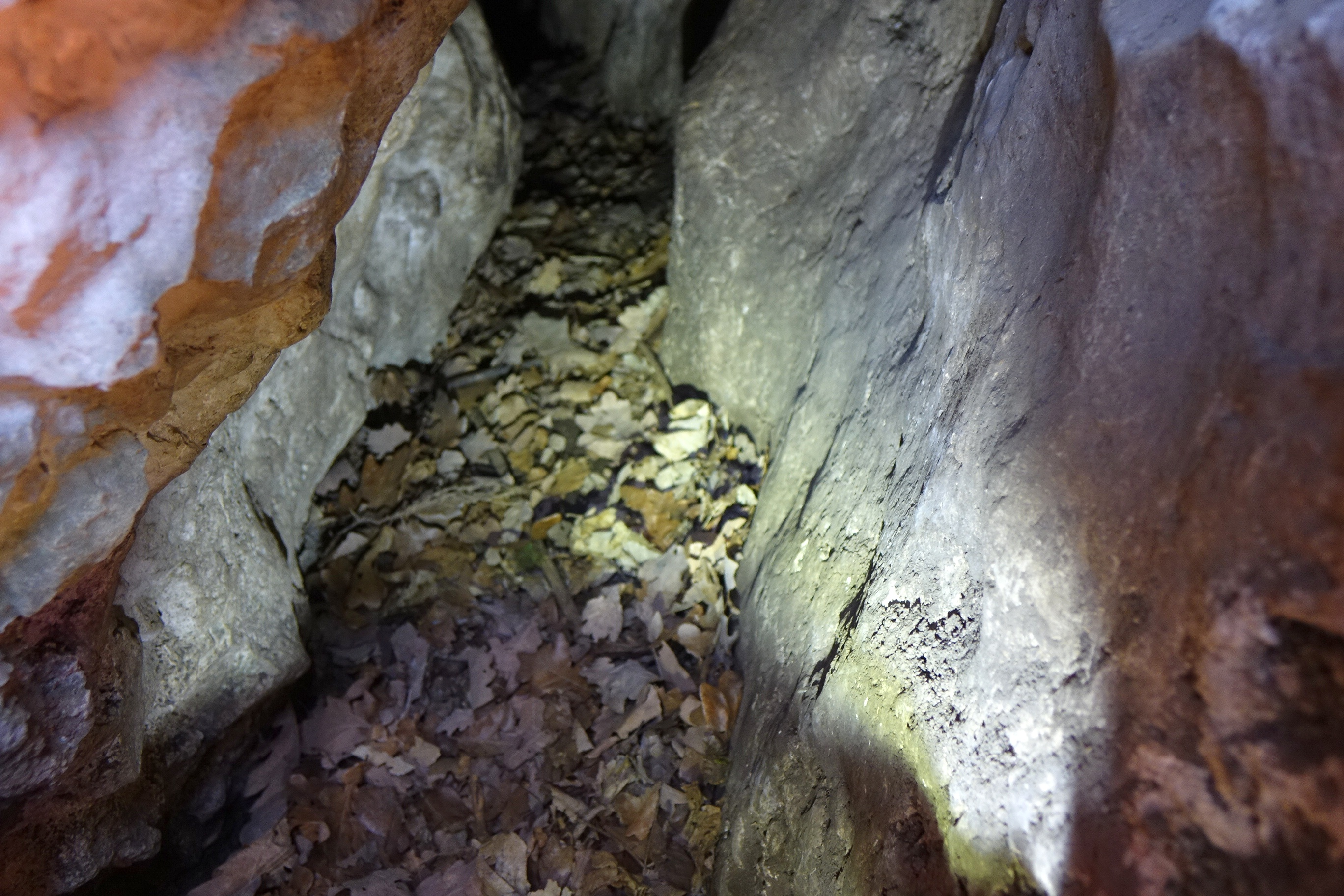
Korytarz

Na Górze Łabajowej są jeszcze dwie inne jaskinie: Jaskinia powyżej Łabajowej i Korytarzyk w Dupnej Górze. Wszystkie znajdują się blisko siebie, na tej samej skalistej grzędzie od strony Tomaszówek Dolnych.